# Irene Doukas

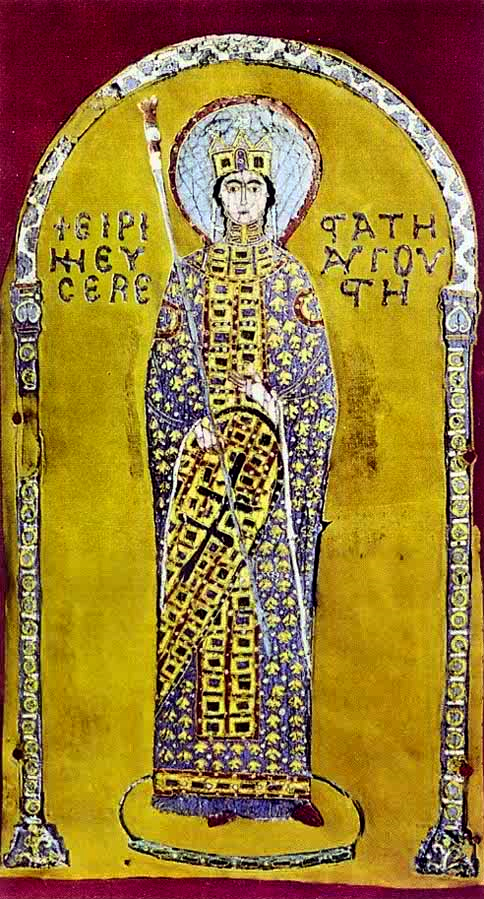
Vermoedelijk portret van Irene Doukas

Irene Doukas (1066-1138) was keizerin van het Byzantijnse Rijk van 1081 tot 1118 en vrouw van keizer Alexios I Komnenos. Zij was de dochter van Andronikos Doukas en de kleindochter van Johannes Doukas, de broer van keizer Constantijn X Doukas.

## Pion in een schaakspel
Na de afzetting van keizer Michaël VII Doukas in 1078 wilde de Doukasdynastie in naam van Johannes Doukas een vinger in de pap houden aan het keizerlijk hof. De twee sterke mannen op dat moment waren Nikephoros III Botaneiates en Alexios Komnenos, beiden hadden geen familieband. De twee troeven die Johannes had, waren, de vierjarige zoon van Michaël VII Constantijn Doukas en zijn eigen kleindochter de twaalfjarige Irene. Hij regelde een dubbelhuwelijk, Nikephoros huwde met de moeder van Constantijn, Maria van Alanië en zijn kleindochter met Alexios. Toen in 1081 Nikephoros van de troon werd gestoten, werd Constantijn co-keizer en Irene keizerin.

## Familie
Irene was verlegen en verscheen liever niet in het openbaar, ze gaf er de voorkeur aan haar huishoudelijke taken uit te voeren, las graag en deed aan liefdadigheidswerk. Irene vergezelde haar man vaak tijdens zijn expedities. Ze trad ook op als een soort bewaker, want er waren constant samenzweringen tegen Alexios. In de laatste jaren van zijn leven verzorgde zij haar man en stond hem bij aan zijn sterfbed. Samen hadden ze negen kinderen.
- Anna Komnene (1083-1153) was gehuwd met Nikephoros Bryennios de Jongere
- Maria Komnene
- Johannes II Komnenos (1087-1143), keizer opvolger
- Andronikos Komnenos
- Isaac Komnenos
- Eudokia Komnene
- Theodora Komnene
- Manuel Komnenos
- Zoe Komnene

## Intriges na de dood van haar man
De intriges van Irene na de dood van haar man zijn neergepend door haar miskende dochter Anna. De man van Anna, Nikephoros Bryennios, fungeerde als regent bij afwezigheid of ziekte van Alexios. Anna hoopte erop dat haar man zou worden verkozen als keizer, na de dood van haar vader en dat haar moeder haar daarbij steunde. De logica gebied dat Johannes, de oudste zoon, opvolger werd en dat Irene daar weinig invloed op had.